# マギステル・ピエーロ
マギステル・ピエーロ（Magister Piero（ピエーロ師）、活動時期：1330年頃 - 1350年頃）は、14世紀イタリア、トレチェント音楽の初期の音楽家。イタリアに初めて多声音楽をもたらした作曲家の一人。
経歴の記録はほとんど存在しないが、ミラノの僭主ルキーノ・ヴィスコンティの宮廷でヤコポ・ダ・ボローニャやジョヴァンニ・ダ・カッシャとともに活動したらしい。名前が示すように学者であった可能性があるが、単なる敬称であったとも考えられる。また、この3人を描いている写本の肖像画では一番年長者に描かれており、作品の完成度も他の2人より初期の形態を示している。活動時期はそれらからの推測にしかすぎない。
6曲のマドリガーレ（そのうち2曲がカノン）、2曲のカッチャ、幾つかの断片がパンチャティーキ写本（Panciatichi 26）とロッシ写本（Rossi 215）に残されている。代表的な曲は、2声のカノン形式によるマドリガーレ「淑女のように気高く私の心を愛が占め」（Ongni dilecto e ongni bel piacciere）など。